# UFC Fight Night: Ladd vs. Dumont
UFC Fight Night: Ladd vs. Dumont (también conocido como UFC Fight Night 195, UFC Vegas 40 y UFC on ESPN+ 53) fue un evento de artes marciales mixtas producido por Ultimate Fighting Championship que tuvo lugar el 16 de octubre de 2021 en las instalaciones del UFC Apex en Enterprise, Nevada, parte del área metropolitana de Las Vegas, Estados Unidos.

## Antecedentes
Se esperaba que un combate de peso gallo femenino entre Ketlen Vieira y Miesha Tate encabezara el evento. Sin embargo, el 22 de septiembre, el combate fue retirado de la cartelera después de que Tate diera positivo por COVID-19. A su vez, un combate de peso pluma femenino entre la ex Campeona de Peso Gallo Holly Holm y Norma Dumont fue elevado al evento principal. Sin embargo, el 6 de octubre se informó de que Holm se veía obligada a abandonar el evento por una lesión. Fue sustituida por Aspen Ladd.
Se esperaba un combate de peso gallo entre Timur Valiev y Daniel Santos. Sin embargo, a mediados de septiembre, Valiev se retiró por lesión y fue sustituido por Marcelo Rojo. A su vez, Santos se retiró por razones desconocidas y el combate se canceló.
En este evento tuvo lugar un combate de peso mosca femenino entre Manon Fiorot y Mayra Bueno Silva. El combate estaba programado originalmente para el UFC 266 pero fue pospuesto debido a los protocolos de COVID-19.
Se esperaba un combate de peso mosca femenino entre Luana Carolina y Maryna Moroz para este evento. Sin embargo, a finales de septiembre, Moroz se retiró del combate y fue sustituida por Sijara Eubanks. A su vez, Eubanks fue retirada del evento debido a los protocolos de COVID-19 y sustituida por Lupita Godínez. Godínez hizo historia al ser la primera luchadora que compite dos veces en el lapso de siete días, un récord en los combates modernos de la UFC, que no son de torneo. El anterior cambio más rápido fue de 10 días, cuando Khamzat Chimaev compitió contra John Phillips y Rhys McKee en julio de 2020.
Se esperaba un combate de peso semipesado entre Kennedy Nzechukwu y Da Un Jung en el evento. Sin embargo, el combate fue pospuesto a UFC Fight Night: Holloway vs. Rodríguez por razones desconocidas.
En el pesaje, Julian Marquez fue retirado de su combate de peso medio contra Jordan Wright debido a "problemas de salud no relacionados con el COVID". Nunca llegó a la báscula, a pesar de que su oponente pesó dentro del límite del combate de peso medio sin título. Como resultado, el combate fue cancelado.

## Premios de bonificación
Los siguientes luchadores recibieron bonificaciones de $50000 dólares.
- Pelea de la Noche: No se concedió ninguna bonificación.
- Actuación de la Noche: Jim Miller, Nate Landwehr, Bruno Silva y Danaa Batgerel